# 云南大蒜芥
云南大蒜芥（学名：Sisymbrium luteum var. yunnanense）为十字花科大蒜芥属下的一个变种。